# Andrej Blatnik
Andrej Blatnik, slovenski pisatelj, komunikolog, knjigar, urednik, * 22. maj 1963, Ljubljana.

## Življenjepis
Na Filozofski fakulteti v Ljubljani je študiral primerjalno književnost, sociologijo kulture in ameriško književnost. Na FDV v Ljubljani je doktoriral iz komunikologije. Pet let je deloval kot svobodni umetnik, urejal je  leposlovno revijo Literatura ter bil v letih med 1991 in 2009 zaposlen kot urednik pri Cankarjevi založbi. Med letoma 2007 in 2015 je bil predsednik žirije srednjeevropske literarne nagrade Vilenica.
Na Oddelku za bibliotekarstvo, informacijsko znanost in knjigarstvo Filozofske fakultete v Ljubljani je od 2009 zaposlen kot izredni profesor za predmete Osnove knjigarstva, Formati in nosilci knjižnih vsebin in Uredniške tehnike ter izbirna predmeta Knjižne vsebine v popularni kulturi in Književnost za bibliotekarje in založnike.

## Literarno delo
Objavil je pet romanov, Plamenice in solze (1987), Tao ljubezni (1996), Spremeni me (2008), Luknje (2020) in Trg osvoboditve (2021), šest knjig kratkih zgodb, Šopki za Adama venijo (1983), Biografije brezimenih (1989), Menjave kož (1990), Zakon želje (2000), Saj razumeš? (2009) in Ugrizi (2018), študijo o sodobni ameriški prozi Labirinti iz papirja: štoparski vodnik po ameriški metafikciji in njeni okolici (1994), zbirko kulturniških komentarjev Gledanje čez ramo (1996), razmišljanja o književnosti v digitalnem času Neonski pečati (2005), učbenik Pisanje kratke zgodbe (2010), knjigo o dogajanjih v založništvu Izdati in obstati (2018), knjigo 'majhnih razmislekov' Nezbrano delo (2020) in knjigo esejev Knjige na poti (2023) ter esejistično-izpovedni potopis Besedi na sledi: lovljenje knjig v Južni Aziji (2025).
Napisal je več radijskih iger in prevedel nekaj knjig iz angleščine (predvsem ameriške avtorje, kot so Anaïs Nin, Stephen King, Sylvia Plath in Paul Bowles). Je dobitnik nagrade Zlata ptica (1984), Župančičeve nagrade (1991), nagrade Prešernovega sklada (2002) in ruske nagrade Jugra za najboljšo knjigo kratkih zgodb, napisano v slovanskih jezikih in prevedeno v ruščino v letu 2015. Za uredniško delo je 2024 prejel nagrado Nede Pagon.  
Njegove kratke zgodbe so bile objavljene v številnih tujih literarnih revijah, pa tudi v mnogih evropskih in ameriških antologijah. Njegove knjige so prevedene v vrsto svetovnih jezikov: Menjave kož v španščino (Cambios de piel, Libertarias/Prodhufi, Madrid, 1997), hrvaščino (Promjene koža, Durieux, Zagreb 1998), angleščino (Skinswaps, Northwestern University Press, Evanston 1998), češčino (Promeny kuží, Periplum, Olomouc 2002), madžarščino (Bör, Jak, Budimpešta 2002), turščino (Deri Degisimi, Pupa Yayinlari, Istanbul 2008) in nemščino (Der Tag, an dem Tito starb, Folio, Dunaj 2005), Tao ljubezni v hrvaščino (Tao ljubavi, Meandar, Zagreb 1998) in slovaščino (Tao lasky, F.R. & G., Bratislava 2000), Labirinti iz papirja v hrvaščino (Papirnati labirinti, Hena-Com, Zagreb, 2001), Zakon želje v nemščino (Das Gesetz der Leere, Folio, Dunaj 2001), hrvaščino (Zakon želje, Meandar, Zagreb 2002), češčino (Zakon Touhy, Periplum, Olomouc 2004), francoščino (La Loi du Desir, AlterEdit, Pariz 2005), turščino (Arzu Yasası, Pupa Yayinlari, Istanbul 2009), makedonščino  (Zakonot na želbata, Magor, Skopje 2005), španščino (La ley del deseo, Baile del sol, Tegueste 2010) in angleščino (Law of Desire, Dalkey Archive Press, Champaign / London / Dublin 2014).             
Roman Spremeni me je izšel v nemščini (Andere mich, Folio, Dunaj 2009), hrvaščini (Promijeni me, Novi Liber, Zagreb 2010), italijanščini (Cambiami, Atmosphere Libri, Rim 2014), makedonščini (Izmeni me, Matica makedonska, Skopje 2015), srbščini (Promeni me, Geopoetika, Beograd 2019), angleščini (Change me, Dalkey Archive Press, 2019), malajalamščini in tamilščini, Saj razumeš pa v angleščini (You Do Understand, Dalkey Archive Press, 2010), hrvaščini (Razumiješ, ne?, Cekape, Zagreb 2012), makedonščini (Razbiraš, neli?, Euro-Balkan, Skopje 2013), ruščini (Ты ведь понимаешь?, Rudomino / Lingvistika, Moskva 2015), italijanščini (Capisci, vero?, Atmosphere Libri, Rim 2015), turščini (Anlıyorsun değil mi?, Dedalus Kitap, Istanbul 2016), srbščini (Kapiraš?, Geopoetika, Beograd 2017) in orijščini (Tume Bi Jana, Bhubaneswar 2019). Pisanje kratke proze je bilo prevedeno v hrvaščino (Pisanje kratke priče, Cekape, Zagreb 2011) in makedonščino (Pišuvanje kratki raskazi, Ikona, Skopje 2015). Zbirka zgodb Ugrizi je izšla tudi v srbščini (Ugrizi, Geopoetika 2021) in makedonščini (Ugrizi, Artkonekt 2022), roman Luknje pa v makedonščini (Dupki, Magor 2022). Trg osvoboditve je izšel v nemščini (Platz der Befreiung, Folio 2023) in makedonščini.
Andrej Blatnik se je udeležil mednarodnega pisateljskega programa na Univerzi v Iowi leta 1993, bil gost centra za tuje pisatelje na Old Dominion University v Norfolku leta 1995 in pisateljske kolonije Ledig House leta 1998. Dobil je več tujih štipendij, med njimi tudi Fulbrightovo štipendijo. Nastopil je na vrsti najpomembnejših svetovnih literarnih festivalov, med njimi na PEN World Voices v New Yorku, Toronto International Festival of Authors v Kanadi in Jaipur Literature Festival v Indiji. 